# IC 3093
IC 3093 је спирална галаксија у сазвјежђу Береникина коса која се налази на листи објеката дубоког неба у Индекс каталогу.
Деклинација објекта је + 14° 16' 42" а ректасцензија 12h 16m 42,2s. Привидна величина (магнитуда) објекта IC 3093 износи 14,5 а фотографска магнитуда 15,2. IC 3093 је још познат и под ознакама CGCG 98-126, VCC 206, KUG 1214+145, double system, PGC 39342.